# Меренков, Виктор Алексеевич
Виктор Алексеевич Меренков (19 сентября 1923, Орёл — 15 мая 1975) — штурман эскадрильи 897-го истребительного авиационного полка 288-й истребительной авиационной дивизии 17-й воздушной армии 3-го Украинского фронта. Подполковник. Герой Советского Союза.

## Биография
Родился 19 сентября 1923 года в городе Орёл в семье рабочего. Русский. Окончил 7 классов. Работал электриком.
В Красной Армии с 1941 года. В 1943 году окончил Сталинградскую военную авиационную школу пилотов.
На фронтах Великой Отечественной войны с августа 1943 года. Штурман эскадрильи 897-го истребительного авиационного полка старший лейтенант Виктор Меренков к январю 1945 года совершил 166 боевых вылетов, в 39 воздушных боях сбил 22 самолёта противника.
Указом Президиума Верховного Совета СССР от 23 февраля 1945 года за образцовое выполнение заданий командования и проявленные мужество и героизм в боях с немецко-фашистскими захватчиками старшему лейтенанту Меренкову Виктору Алексеевичу присвоено звание Героя Советского Союза с вручением ордена Ленина и медали «Золотая Звезда».
После войны продолжал службу в ВВС СССР. С 1953 года подполковник В. А. Меренков — в запасе. Жил и работал в городе Орёл. Умер 15 мая 1975 года. Похоронен на воинском участке Троицкого кладбища в Орле.
Награждён орденом Ленина, 3 орденами Красного Знамени, орденами Александра Невского, Отечественной войны 1-й степени, Красной Звезды, медалями.

## Память
В Орле на доме, в котором жил В. А. Меренков, установлена мемориальная доска. Его имя выбито на памятной доске в честь Героев — уроженцев города Орла.